# OTNet
OTNet株式会社（オーティーネット、OTNet Co.,Inc.）は、沖縄県で電気通信事業を行う電気通信事業者であり、電力系通信事業者のひとつである。旧称は沖縄通信ネットワーク株式会社。

## 概要
1996年10月に沖縄電力を筆頭とする地元企業・金融機関・商社等34社の出資のもと設立された。
本社所在地は沖縄県那覇市松山一丁目2番1号 沖縄セルラービル。
専用線、ATM専用線、広域イーサネットなどの企業向けの通信サービスの他に、ISP事業の一環としてFTTHサービス「ひかりふる」を2004年6月に開始。
なお、創業当初から、電力系通信事業者としては唯一ISDNを提供していない（現在は、HTNet、HOTnetがISDN事業を廃業したため、3地域が電力系ISDN空白域となっている）。

## 沿革
- 1996年（平成8年）10月 - 沖縄県那覇市東町において資本金100百万円で沖縄通信ネットワーク株式会社(略称OTNet)を設立。
- 1997年（平成9年）
  - 10月 - 「専用サービス」を開始。
  - 12月 - 資本金100百万円から資本金400百万円へ増資。
- 1998年（平成10年）5月 - 全国の電力系通信事業者との相互接続により全国への専用サービスを開始。
- 1999年（平成11年）3月 - 資本金400百万円から資本金700百万円へ増資。
- 2000年（平成12年）3月 - 「ATM専用サービス」を開始。
- 2001年（平成13年）
  - 5月 - OTNet全額出資（10百万円）によるオー・ティー・ネット・サービス株式会社(略称OTNS)を設立。
  - 7月 - (株)トロピカルテクノセンターとOTNSとでISP事業（ii-okinawa）譲渡の基本合意書締結。
  - 11月 - 「パワード・イーサネット・サービス」を開始。
- 2004年（平成16年）
  - 6月 - OTNSによりFTTHサービス「ひかりふる」を開始。
  - 10月 - OTNSからOTNetへISP事業(ii-okinawa)の運営を移管。
- 2008年（平成20年）10月 - オー・ティー・ネット・サービス株式会社(OTNS)を吸収合併。
- 2009年（平成21年）11月 - 法人ユーザ向け最低帯域保確保型インターネットサービス「インターネット・イーサ10、インターネット・イーサ100」を開始。
- 2010年（平成22年）
  - 1月 - 沖縄セルラー電話が第三者割当増資により沖縄通信ネットワークの株式を50.1%取得し、連結対象子会社となる。
  - 3月 - 沖縄セルラー電話のFTTHサービス「auひかり ちゅら」事業に対し光ファイバー回線を提供開始[2]。
  - 7月 - FTTHサービス「ひかりふる」の新規受付を終了。
- 2013年（平成25年）
  - 3月 - 法人向けエントリー型VPNサービス「OTNetスマートVPN－結ゆい－」を開始。
  - 4月 - KDDI沖縄を吸収合併[3]。
  - 10月 - 沖縄県那覇市松山1丁目2番1号 沖縄セルラービルへ移転。
- 2022年（令和4年）7月1日 - 設立25周年の節目に合わせ、社名を「OTNet株式会社」に変更[1]。